# KOF Konjunkturforschungsstelle
Die KOF Konjunkturforschungsstelle ist ein Schweizer  Wirtschaftsforschungsinstitut an der ETH Zürich. Unter ihrem Dach sind die drei Forschungsschwerpunkte Konjunktur Schweiz, internationale Wirtschaft und Strukturwandel beheimatet. Die KOF wurde 1938 im Rahmen des Instituts für Wirtschaftsforschung der ETH Zürich von Eugen Böhler gegründet. Sie erbringt für die Wirtschaft, die öffentliche Hand sowie Privatpersonen wissenschaftlich fundierte und unabhängige Forschung und diskutiert volkswirtschaftliche Fragen von gesellschaftlicher Relevanz.

## Forschungsschwerpunkte

### Konjunktur Schweiz
Die zentrale Aufgabe des Forschungsschwerpunkts «Konjunkturelle Entwicklung der Schweiz» ist die empirische und theoretische Analyse der Schweizer Konjunktur. Die regelmässigen KOF-Umfragen, deren Auswertung sowie die Pflege des Datenbestandes sind dafür grundlegend. Hinzu kommen verschiedene Partialmodelle für einzelne Komponenten von Nachfrage und Angebot, vor- und mitlaufende Sammelindikatoren sowie makroökonomische Modelle der Schweizer Wirtschaft für mittel- und längerfristige Konjunktur- und Wachstumsprognosen.

### Internationale Wirtschaft
Der Forschungsschwerpunkt «Die Schweiz in einer globalisierten Weltwirtschaft» untersucht Fragen und Probleme, die mit der internationalen Wirtschaft zusammenhängen. Fundierte wirtschaftspolitische Analysen sind oft nur sinnvoll, wenn der Blick über die Grenzen hinausgeht. Ein weiterer wichtiger Schwerpunkt dieses Forschungsbereichs liegt auf der zunehmenden internationalen Verflechtung von Volkswirtschaften. Die Auswirkungen dieses «Globalisierung» genannten Prozesses untersuchen die Forscher aus einer gezielt schweizerischen Perspektive.

### Strukturwandel
Der Forschungsschwerpunkt «Langfristige Wachstumsperspektiven der Schweiz» ist darauf ausgerichtet, die Strukturen der Schweizer Wirtschaft empirisch zu untersuchen. Das Hauptaugenmerk liegt dabei auf der Unternehmens- und Branchenebene. Dies erlaubt vertiefende Einblicke in Wachstumsprozesse und den Strukturwandel. Aufbauend darauf ist es möglich, allfällige Implikationen für die Wirtschaftspolitik herauszuarbeiten. Des Weiteren stehen vermehrt Studien im Mittelpunkt, die eine internationale Vergleichbarkeit erlauben.
Bekannt ist die KOF angeblich für ihr Konjunkturbarometer, ihre Konjunkturumfragen sowie ihre Konjunkturprognosen. Ihr guter Ruf in diesem Bereich veranlasste beispielsweise die deutsche Bundesregierung 2007 dazu, die KOF in den Kreis der an der Gemeinschaftsdiagnose beteiligten Institute aufzunehmen. Des Weiteren gibt die KOF jährlich den KOF Index der Globalisierung heraus, der die weltweite ökonomische, soziale und politische Verflechtung in der Welt quantifiziert.

## Mitarbeiter
Die KOF beschäftigt derzeit rund 60 Mitarbeiter, davon ist die Mehrheit wissenschaftlich tätig. Geleitet wird sie von Jan-Egbert Sturm, der auch die Professur für angewandte Wirtschaftsforschung an der ETH Zürich innehat.

## Finanzierung
Die KOF wird von der ETH Zürich und der SGK Schweizerischen Gesellschaft für Konjunkturforschung getragen und hat damit je ein Standbein in der Wissenschaft und in der Wirtschaft. Dies erlaubt es ihr, in wirtschaftsrelevanten Debatten eine politisch unabhängige Position einzunehmen.

## Nationale und internationale Kontakte
Die KOF pflegt intensiven Kontakt mit in- und ausländischen Konjunkturforschern und Konjunkturforschungsinstituten. So ist sie Mitglied der AIECE und Euroconstruct. Bei der internationalen Vereinigung von Konjunkturumfrage-Instituten (CIRET) stellt sie den Präsidenten und führt das Sekretariat.

## Kritik
Die Qualität der Konjunkturprognosen der KOF wird in Frage gestellt.